# Randy Padilla
Randy Alexander Padilla García (ur. 17 marca 1991 w mieście Gwatemala) – belizeński piłkarz pochodzenia gwatemalskiego występujący na pozycji napastnika, reprezentant kraju.

## Kariera klubowa
Padilla przyszedł na świat w stołecznym mieście Gwatemala, w dzielnicy El Limón. Jako trzymiesięczne dziecko wraz z rodziną przeprowadził się do sąsiedniego Belize, gdzie mieszkał do piętnastego roku życia. Następnie powrócił do Gwatemali, gdzie rozpoczynał swoją karierę piłkarską w akademii młodzieżowej klubu Comunicaciones FC. Nie przebił się jednak do pierwszej drużyny i dołączył do zespołu CD Heredia.
Przez niemal całą karierę Padilla występował w niższych ligach w Gwatemali. W czwartej lidze grał w Boca del Monte, zaś w trzeciej lidze w Jaguares de Petén, Deportivo Chiantla, Deportivo Gualán, Deportivo Ayutla (z którym w 2012 roku wywalczył awans do drugiej ligi), Deportivo Quiriguá oraz CSD Atlas. Z kolei w drugiej lidze gwatemalskiej reprezentował barwy Deportivo María Linda, Deportivo Sayaxché, Deportivo Jocotán, Quiché FC, Chimaltenango FC oraz Deportivo Mictlán.
Jedyny zagraniczny epizod Padilla zanotował w belizeńskim Belmopan Bandits FC. Zdobył z nim wicemistrzostwo (2014/2015 Closing), a następnie mistrzostwo Belize (2015/2016 Closing).

## Kariera reprezentacyjna
Dysponujący podwójnym (gwatemalskim i belizeńskim) obywatelstwem Padilla występował jako nastolatek w reprezentacji Gwatemali U-20. Następnie zdecydował się jednak zmienić barwy i występować w belizeńskiej drużynie narodowej.
W składzie reprezentacji Belize po raz pierwszy znalazł się w lipcu 2014, na zgrupowanie przed turniejem Copa Centroamericana. W czerwcu 2015 został powołany przez selekcjonera Jorge Nunesa na dwumecz z Dominikaną w ramach eliminacji do mistrzostw świata w Rosji. Nie pojawił się jednak wówczas na boisku i w belizeńskiej reprezentacji zadebiutował dopiero za kadencji Palmiro Salasa, 4 sierpnia 2018 w wygranym 1:0 meczu towarzyskim z Barbadosem.
W lutym 2021 znalazł się w składzie na obóz przygotowawczy przed rozpoczęciem eliminacji do mistrzostw świata w Katarze. Nie przeszedł jednak testów wydolnościowych i opuścił zgrupowanie. Bezpośrednio po tym zdecydował się zakończyć piłkarską karierę.